# Брилка, Сергей Фатеевич
Сергей Фатеевич Брилка (род. 14 марта 1954, Анга, Иркутская область) — российский политический деятель, сенатор Российской Федерации, представитель от Законодательного собрания Иркутской области (с 2018 года). Член Комитета Совета Федерации по Регламенту и организации парламентской деятельности. Представитель СФ по взаимодействию с Уполномоченным по правам человека в России (с 11 октября 2023 года).
Соавтор законопроекта о вырубках леса на Байкале в интересах близких к нему и его семье компаний, а также лоббист закрытия «Гринписа» в России.
Из-за вторжения России на Украину, находится под международными санкциями стран Евросоюза, США и других стран

## Биография
Родился в многодетной семье. Родители Фатей Никифорович и Нина Андреевна воспитали одиннадцать детей, мама была удостоена наград «Материнская Слава» первой, второй и третьей степеней, золотой звезды «Мать-героиня».
В 1971 году окончил школу № 80 города Иркутска, продолжил обучение в Иркутском институте народного хозяйства (сейчас БГУ) по специальности «Финансы и кредит», в школьные и студенческие годы серьёзно занимался футболом. Получив в 1976 году диплом о высшем образовании, выбрал сферу строительства. Первое место работы СУ-4 г. Иркутска. Затем восемнадцать лет отработал в тресте «Иркутскжилстрой», где прошел путь от прораба до генерального директора компании. Получил второе высшее образование, окончив Иркутский государственный технический университет (сейчас ИРНИТУ) по специальности «Промышленное и гражданское строительство». За период его руководства трестом «Иркутскжилстрой» возведены уникальные промышленные и общественные объекты в г. Иркутске: Институт МНТК «Микрохирургия глаза», Иркутский областной музыкальный театр, Иркутский релейный завод, реализовано большое число проектов развития жилищно-коммунальной инфраструктуры города.
В 1997 году был приглашен губернатором Приангарья Б. А. Говориным на должность заместителя главы администрации Иркутской области по архитектуре, строительству, жилищной политике и делам Севера. За период руководства строительным комплексом области проведена реконструкция Иркутского драматического театра им. Охлопкова, областных детской и онкологической больниц, начато строительство мостового перехода через р. Ангара в г. Иркутске.
В 1999 году С. Ф. Брилке присвоено звание Заслуженного строителя Российской Федерации.
С 2003 года — заместитель генерального директора по капитальному строительству в Филиале «ИркАЗ-СУАЛ», ОАО «СУАЛ» г. Иркутск.
В 2008 году был избран строительным сообществом области Председателем Правления Некоммерческого партнерства «Саморегулируемая организация строителей Байкальского региона».
С 4 декабря 2012 года по 9 ноября 2018 — секретарь Иркутского регионального отделения партии «Единая Россия».
С сентября 2013 года — депутат Законодательного Собрания Иркутской области, заместитель председателя Законодательного Собрания.
В 2015 году был избран председателем Законодательного Собрания Иркутской области 2-го созыва.
9 сентября 2018 года был избран депутатом Законодательного Собрания 3-го созыва.
19 сентября 2018 года наделён полномочиями члена Совета Федерации Федерального Собрания Российской Федерации — представителя от Законодательного Собрания Иркутской области.
Женат, в семье двое детей, трое внуков. Супруга — Людмила Юрьевна, врач и кандидат медицинских наук.

## Санкции
За поддержку вторжения России на Украину внесён в санкционные списки ряда стран.
23 марта 2022 года внесён в санкционный список Канады «соратников режима» за содействие в нарушения суверенитета и территориальной целостности Украины.
30 сентября 2022 года внесён санкционный список Соединенных Штатов Америки «за аннексию Путиным регионов Украины» и одобрение закона о фейках.
16 декабря 2022 года попал в санкционный список Евросоюза за поддержку и реализации политики, подрывающую территориальную целостность, суверенитет и независимость Украины
По аналогичным основаниям с 3 мая 2022 года под санкциями Новой Зеландии, с 19 октября 2022 года под санкциями Украины